# Silberspitz
Silberspitz är en bergstopp i Schweiz.   Den ligger i distriktet Wahlkreis Sarganserland och kantonen Sankt Gallen, i den östra delen av landet, 130 km öster om huvudstaden Bern. Toppen på Silberspitz är 2 236 meter över havet, eller 95 meter över den omgivande terrängen. Bredden vid basen är 0,31 km.
Terrängen runt Silberspitz är bergig åt nordväst, men åt sydost är den kuperad. Närmaste större samhälle är Glarus, 8,6 km väster om Silberspitz. 
I omgivningarna runt Silberspitz växer i huvudsak blandskog. Runt Silberspitz är det ganska tätbefolkat, med 60 invånare per kvadratkilometer.